# Eduard von Hartmann
Eduard von Hartmann, 19. századi magyarosítással Hartmann Ede (Berlin, 1842. február 23. – Berlin, 1906. június 5.) német filozófus, a 19. századi végi pesszimisztikus filozófia nagy alakja.

## Élete
Berlinben született,  édesapja Robert Hartmann porosz generális volt. Ő is katonai pályára lépett, és 1850–1862 között a tüzériskolába is járt. Már 1858-ban a gárdatüzérségnél szolgált; 1860-ban tiszti rangot nyert, de már 1865-ben térdbaj miatt kénytelen volt megválni e pályától. Ekkor előbb mint festő és zeneszerző próbálkozott, drámákat is írt (Karl Robert név alatt), de csakhamar a tudományos munkásságban ismerte föl hivatását. 1867-től Berlinben működött magántudósként, rendkívül gazdag irodalmi tevékenységet fejtve ki.

## Philosophie des Unbewussten
Már 1869-ben megjelent nagy, rendszeres, alapvető műve: Philosophie des Unbewussten (a. m. 'az Öntudatlan filozófiája'), amely rendkívül nagy feltűnést keltett, páratlan gyorsasággal terjedt, folyton új és bővített kiadásokban (előbb egy, azután két kötetben) jelent meg, és 1890-ig tíz kiadást ért. Hartmann e munkájában a régibb német spekulatív filozófiai irány híveként lépett fel, csakhogy spekulatív eredményeinek induktií természettudományi alapot vetett. A spekuláció kára nélkül iparkodott a kor természettudományi lelkiismeretének eleget tenni, amivel nem nyerte ugyan meg a természettudósokat, de annál inkább azt a nagy német közönséget, amely a spekulációhoz vonzódott, de nem mert hinni benne. De nemcsak a könyv módszere volt megvesztegethető. 
Hartmann a német filozófia történetének a két legszélső ellentétét, Hegel és Schopenhauer rendszerét – amelyek mindegyikének megvolt a maga nagy közönsége – iparkodott megegyeztetni. Hegel rendszerének veleje a logikai eszme, Schopenhaueré az akarat, mint a világ elve és veleje. Hartmann a logikai eszme és az akarat helyébe tette a tudattalant (Das Unbewusste, azért a munkának a címe Philosophie des Unbewussten), de ez a tudattalan, amely az ő rendszerében az volt, ami Immanuel Kantnál a magán való (Ding an sich), Fichténél az én, Spinozánál a szubsztancia, amely egy és oszthatatlan, amely minden, az egységes való, amelyen kívüli nincsen, ez a tudattalan két attribútummal rendelkezik, mint Spinoza szubsztanciája. Ez a tudattalan: akarat is, képzet is. Hegel a világ alapjában csak a logikai eszmét látta, Schopenhauer csak az irracionális akaratot, holott a tudattalan mind a kettőt egyesíti magában: a logikait – mint képzetet, és a logikátlant – mint akaratot. A tudattalan e két oldalának egymással való küzdéséből származik a világ folyása. A küzdelem végcélja: a logikátlannak a logikai által való legyőzetése. Ebben már benne rejlik Hartmann rendszere nagy hatásának harmadik tényezője: a sajátságos, optimizmusban végződő pesszimizmusa. Elfogadja ugyanis Schopenhauer pesszimizmusát, amelynek stilisztikai művészettel rajzolja meg részleges képét, de míg Schopenhauernél a pesszimizmus következménye az, hogy ne akarjunk (mert az akarástól a kín elválaszthatatlan), azaz az erkölcsi kvietizmus; addig Hartmann azt követeli tőlünk, hogy a világfolyamatban a legtevékenyebben részt vegyünk, mert csak így győzhető le egyetemesen a tudattalannak logikátlan tényezője: az akarat, s szabadítható föl az egész világ egyszerre és egyetemesen az akarat uralma alól, azaz szűnik meg létezni.

## Egyéb művei
Hartmann fő művének megjelenése után hatalmas köteteket irt rendszerének a részletekben való kivitelére. Erkölcstanát és vallás filozófiáját részletesen a következő művekben fejtette ki: 
- Phänomenologie des sittlichen Bewusstseins (Berlin 1878, 2. kiad. 1886. ezzel a címmel: Das sittliche Bewusstsein);
- Das religiöse Bewusstsein der Menschheit im Stufengang seiner Entwicklung (1882), amely történeti áttekintéshez csakis a rendszeres 2. rész csatlakozott: Die Religion des Geistes (1882). Ezekben a művekben metafizikai alapelveiből indulva, a keresztény és hindu dogmatikát (amely utóbbival tudvalevőleg Schopenhauer is rokonságot tartott) iparkodott egyesíteni.
- Negyedik fő műve egy nagy kétkötetes esztétika,a melynek első része történeti: 
  - a német esztétika története Kanttól kezdve (Die deutsche Aesthetik seit Kant, 1886),
  - második része rendszeres (Die Philosophie des Schönen, 1887).

A nagy, rendszeres műveken kívűl számos kisebbet is irt, majd magyarázva és megvédelmezve tanításait, majd állást foglalva a kor minden felszínre kerülő kérdésével szemben. 
- Még fő műve előtt tárgyalta Hegel módszerét: Über die dialektische Methode (1868);
- Kant ellen irta: Das Ding an sich und seine Beschaffenheit (1871), később uj kiadásokban e cim alatt: Kritische Grundlegung des transcendentalen Realismus (3. kiad. 1885);
- Erläuterungen zur Metaphysik des Unbewussten (1874, 2. kiad. e. c. alatt: Neukantianismus, Schopenhauerianismus u. Hegelianismus, 1878);
- Die Selbstzersetzung des Christenthums und die Religion der Zukunft (2. kiad. 1874);
- Wahrheit und Irrthum im Darwinismus (1875);
- Kochmanns erkenntniss-theor. Realismus (1875);
- Zur Reform des höheren Schulwesens (1875);
- Die Krisis des Christenthums in der modernen Theologie (1880);
- Zur Geschichte und Begründung des Pessimismus (1880);
- Die politischen Aufgaben und Zustände des deutschen Reichs (1881);
- Das Judenthum in der Gegenwart und Zukunft (1885);
- Der Spiritismus (1885).
- Kisebb dolgozatok összegyüjtve: Studien und Aufsätze gemeinverständl. Inhalts (önéletrajzával, 1876);
- Phil. Fragen der Gegenwart (1885);
- Moderne Probleme (1886);
- Lotzes Philosophie (1888);
- Das Grundproblem der Erkenntnisstheorie (1889);
- Kritische Wanderungen durch die Philosophie der Gegenwart (1890);
- Kants Erkenntnisstheorie (1893).

Drámái Karl Robert név alatt jelentek meg. Első felesége A. Taubert név alatt védte férje rendszerét. Igen nagy irodalom támadt e rendszer körül, amelynek bibliográfiáját 1880-ig Plümacher dolgozta fel olvasható: Der Kampf um's Unbewusste (1880).